# Herklotsichthys lossei
Herklotsichthys lossei är en fiskart som beskrevs av Wongratana, 1983. Herklotsichthys lossei ingår i släktet Herklotsichthys och familjen sillfiskar. Inga underarter finns listade i Catalogue of Life.